# Carlo Carafa della Spina
Carlo Carafa della Spina (ur. 21 albo 22 kwietnia 1611 w Rzymie, zm. 19 października 1680 tamże) – włoski kardynał.

## Życiorys
Urodził się 21 albo 22 kwietnia 1611 roku w Rzymie, jako syn Girolama Carafy i Diany Vittori Borghese (jego bratem był Fortunato Ilario Carafa della Spina). Studiował w Seminario Romano, gdzie uzyskał doktorat utroque iure. Po studiach został referendarzem Najwyższego Trybunału Sygnatury Apostolskiej i wicelegatem w Bolonii. 13 lipca 1644 roku został wybrany biskupem Aversy, otrzymując dyspensę z powodu nieosiągnięcia wieku kanonicznego. 1 stycznia 1645 roku przyjął sakrę. Następnie pełnił funkcje nuncjusza apostolskiego w Konfederacji Szwajcarskiej (1653–1654), Wenecji (1654–1658) i przy cesarzu rzymskim (1658–1664). 13 kwietnia 1664 roku został kreowany kardynałem prezbiterem i otrzymał kościół tytularny Santa Susanna, a rok później zrezygnował z zarządzania diecezją Aversy. Otrzymał propozycję zostania arcybiskupem Neapolu, jednak odmówił jej przyjęcia. W latach 1676–1678 był Kamerling Kolegium Kardynałów. Zmarł 19 października 1680 roku w Rzymie.